# 尧塘街道
尧塘街道，是中华人民共和国江苏省常州市金坛区下辖的一个乡镇级行政单位。行政区域面积88.81平方公里，人口5.09万人，下辖11个村委会。2015年撤尧塘镇设尧塘街道。

## 行政区划
尧塘街道下辖以下地区：
西华村、谢桥村、尧塘村、汤庄村、红旗村、水东村、迎春村、万新村、下庄村、水北村、林丰村。